# Peter McDonald (ciclista)
Peter McDonald (Coonabarabran, 22 settembre 1979) è un ex ciclista su strada australiano.
Nel 2009 vinse i Campionati australiani di ciclismo su strada e l'UCI Oceania Tour.
Corse principalmente nei circuiti continentali asiatico ed oceanico raccogliendo un buon numero di successi.

## Palmarès
- 2004 (Under-23, quattro vittorie)

Grafton to Inverell Cycling Classic
1ª tappa Tour of Bright
Classifica generale Tour of Bright
3ª tappa De Bortoli Tour
- 2005 (Under-23, due vittorie)

Classifica generale Tour de Nouvelle-Caledonie
3ª tappa Tour of Tasmania ( > Scottsdale)
- 2008 (FRF Couriers, cinque vittorie)

2ª tappa Tour of Bright
3ª tappa Tour of Bright
Classifica generale Tour of Bright
3ª tappa Tour de Taiwan (Baguashan > Baguashan)
5ª tappa Tour de Hokkaido (Shimukappu > Ebetsu)
- 2007 (FRF Couriers, cinque vittorie)

Baw Baw Classic
2ª tappa Tour of the Murray River (Moama > Barham)
11ª tappa Tour of the Murray River ( > Loxton, criterium)
Classifica Generale Tour of the Murray River
2ª tappa Australian Cycling Grand Prix
- 2009 (Drapac, tre vittorie)

Campionati australiani
2ª tappa Tour of Wellington (Featherson > Masterton)
Classifica generale Tour of Wellington
- 2010 (Drapac, una vittoria)

1ª tappa Tour of Wellington (Upper Hutt > Masterton)

### Altri successi
- 2009 (Drapac, una vittoria)

UCI Oceania Tour